# Autoba abrupta
Autoba abrupta är en fjärilsart som beskrevs av Walker 1865. Autoba abrupta ingår i släktet Autoba och familjen nattflyn. Inga underarter finns listade i Catalogue of Life.